# Courlay
Courlay – miejscowość i gmina we Francji, w regionie Nowa Akwitania, w departamencie Deux-Sèvres.
Według danych na rok 1990 gminę zamieszkiwało 2558 osób, a gęstość zaludnienia wynosiła 87 osób/km² (wśród 1467 gmin regionu Poitou-Charentes Courlay plasuje się na 100. miejscu pod względem liczby ludności, natomiast pod względem powierzchni na miejscu 176.).